# Villa Malvolti (San Fior)
Villa Malvolti è una villa veneta di Castello Roganzuolo (San Fior, TV), ubicata nella campagna al confine est della località, vicino all'ex convento.

## Storia

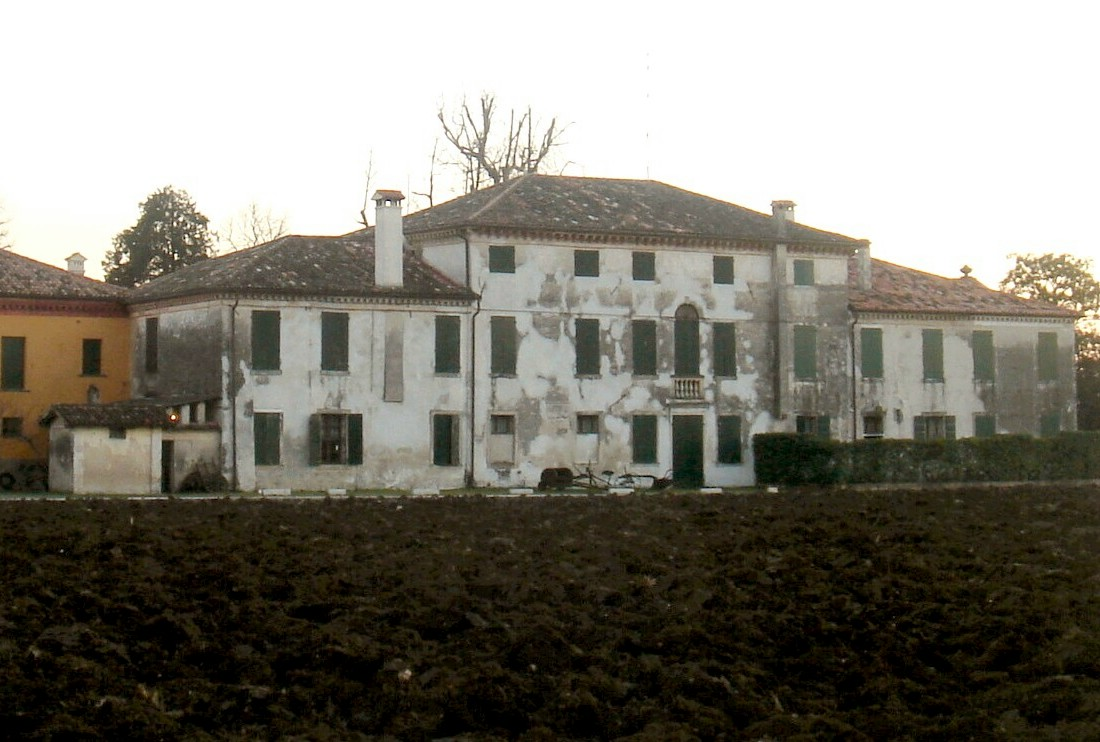
Lato nord dell'edificio padronale

Villa Malvolti è un edificio del XVI secolo, costruito in area un'area tradizionalmente agricola, di cui era centro; è ancora parte di una azienda agricola, ma ha perso la sua funzione rurale, specie dopo che la barchessa, nella ristrutturazione degli anni 2000, è stata convertita in appartamenti.

## Descrizione

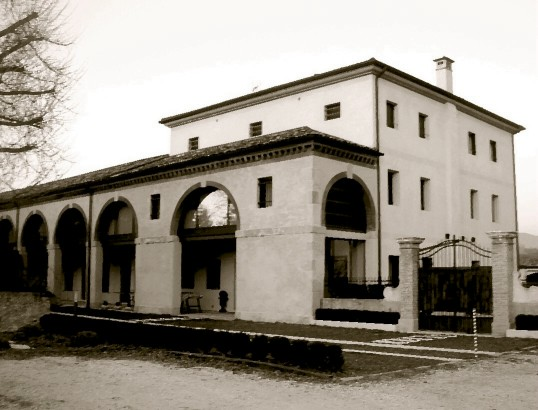
La barchessa

Il complesso di Villa Malvolti consta di numerosi edifici, tra i quali ha maggior rilievo il blocco principale, formato da villa padronale e barchessa disposte a L.
L'edificio padronale ha pianta rettangolare ed è rivolto a sud, verso via Trezzo; la sua facciata è simmetrica, con una forometria che mette in evidenza i tre livelli di cui si compone il palazzo. Oltre al portale, al centro del piano terra, ha particolare importanza la monofora del piano nobile, a tutto sesto e balaustrata, differenziandosi dalle altre aperture rettangolari. Al secondo piano, centralmente, è presente uno stemma della famiglia; la sommità è percorsa da un cornicione dentellato.

Ai lati questo edificio è completato da due ali, più basse di un piano e aperte seguenti lo stesso schema forometrico. 
La barchessa si dilunga sul lato est, con una fila di grandi arcate a tutto sesto; l'estremo sud di tale struttura ha annessa una costruzione di tre piani, le cui caratteristiche architettoniche sono quelle dell'edilizia rurale del coneglianese.
Una cappella privata dedicata a Santa Maria del Rosario, con l'abside rivolta verso la barchessa e inserita nel parco antistante la villa, si caratterizzata per la facciata a capanna policroma e terminante in un campanile a vela; ha un portale timpanato e un piccolo rosone.
Due annessi rurali di epoca presumibilmente successiva occupano l'area antistante la villa.